# Бразил, Элли
Элли Джейд Бразил (англ. Ellie Jade Brazil; род. 10 января 1999, Уэст-Бриджфорд, Восточный Мидленд) — английская футболистка, нападающий клуба «Чарльтон Атлетик».

## Клубная карьера
До подписания контракта с «Бирмингемом» Бразил играла за академию клуба «Дерби Каунти» и завоевала золотую медаль в беге на 800 метров на школьном чемпионате Англии по легкой атлетике 2015 года.

### «Фиорентина»
В августе 2017 года Бразил подписала контракт с футбольным клубом «Фиорентина» из Серии А, несмотря на предложение от «Бирмингем Сити». Свой первый гол за команду она забила 28 октября 2017 года в ворота «Сассуоло» в третьем матче сезона.

### «Брайтон энд Хоув Альбион»
13 июля 2018 года бывший тренер сборной Англии Хоуп Пауэлл пригласила Бразил в «Брайтон», заявив: «Элли уже приобрела ценный опыт, играя как в высшем дивизионе Англии, так и в Италии». Дебютировала она в мате открытия сезона против «Бристоль Сити». Свой первый гол она забила в победной игре Кубка лиги против «Лондон Биса» (3:1). Первый и второй голы в национальном чемпионате за клуб она забила на 75-й и 78-й минутах в матче против «Эвертона» (3:3), которые помогли заработать первое очко команде в сезоне.
В ноябре 2019 года Браз получила травму передней крестообразной связки, из-за которой выбыла из строя до конца сезона 2019/20. 18 октября была включена на матч против «Эвертона». 6 декабря того же года вернулась на поле, сыграв последние 31 минуту против «Тоттенхэма». Через неделю она отыграла все 90 минут против «Челси».

### «Тоттенхэм Хотспур»
6 июля 2022 года было объявлено, что Бразил подписала двухлетний контракт с «Тоттенхэм Хотспур». 18 сентября она дебютировала за команду, выйдя на замену на 16-й минуте в победной игре против «Лестер Сити».

### «Чарльтон Атлетик»
29 июля 2024 года Бразил подписала однолетний контракт с клубом «Чарльтон Атлетик».

## Карьера за сборную
8 января 2019 года Мо Марли вызвала Бразил на сборы в молодёжную сборную Англии. 5 апреля того же года она дебютировала в матче против сверстниц из Франции (1:1).

## Достижения

### Клубные

#### «Бирмингем Сити»
- Финалистка Кубка Англии: 2016/17

### Международные
- Бронзовый призёр чемпионата Европы до 17 лет: 2016

## Личная жизнь
Её отец, Гэри, бывший профессиональный футболист и тренер.